# Ante Marković
 Ovo je glavno značenje pojma Ante Marković. Za druga značenja pogledajte Ante Marković (razdvojba).
Ante Marković (Konjic, Bosna i Hercegovina, 25. studenoga 1924. – Zagreb, 28. studenoga 2011.), predsjednik Predsjedništva SR Hrvatske i posljednji predsjednik Saveznog izvršnog vijeća SFR Jugoslavije.

## Podrijetlo i školovanje
Ante Marković rodio se u Konjicu, 1924. godine u hrvatskoj obitelji. Prije Drugoga svjetskog rata pristupio je Naprednom omladinskom pokretu, te je vrlo rano postao članom Saveza komunista Jugoslavije (SKJ). Godine 1941. pristupio je Narodnooslobodilačkom pokretu. Godine 1954. diplomirao je elektrotehniku na Tehničkom fakultetu Sveučilišta u Zagrebu.

## Gospodarska i politička karijera
Nakon fakulteta zaposlio se u poduzeću »Rade Končar«. Generalnim direktorom postaje 1961. i na toj funkciji ostaje pune 23 godine, do 1984. U njegovo vrijeme »Rade Končar« je narastao s 2 tisuće na 25 tisuća zaposlenih, među kojima je bilo 4,5 tisuće inženjera.
U politiku je ušao 1982. godine, u doba dužničke krize, na položaj predsjednika Izvršnog vijeća Sabora (tj. vlade) SR Hrvatske. Po okončanju četverogodišnjeg mandata, izabran je, 1986. godine, na funkciju predsjednika Predsjedništva SR Hrvatske, umjesto Eme Derosi-Bjelajac. U SKH-u je bio poznat kao liberal, zbog čega je uvijek bio napadan od ideoloških komunista. Podržavao je reformu političkog sistema u višestranačje. Za predsjednika Saveznog izvršnog vijeća (SIV) izabran je 16. ožujka 1989. godine, umjesto Branka Mikulića iz BiH, koji je podnio ostavku. Prilikom preuzimanja funkcije predsjednika SIV-a zahtijevao je da mu se nitko ne miješa u formiranje Vlade. Osim mjesta saveznog sekretara za unutrašnje poslove, ministarska mjesta u vladi mu nije formirao niti SKJ, niti Predsjedništvo SFRJ. Markovićev kanidat za funkciju saveznog sekretara za unutrašnje poslove bio je Janez Zemljarič, koji je prije toga bio predsjednik Vlade SR Slovenije, a u vrijeme Milke Planinc potpredsjednik SIV-a. Marković je Zemljariča dobro poznavao i cijenio. Međutim, Slobodan Milošević je odbio poduprijeti Zemljariča kao kandidata za sekretara. Nakon podosta Miloševićevih kandidata koje je Marković odbio, Marković je naposljetku prihvatio prijedlog Miloševića da se na poziciju saveznog sekretara za unutrašnje poslove imenuje general Petar Gračanin. Gračanin je u tom trenutku obnašao dužnost predsjednika Predsjedništva Srbije, a mjesto saveznog sekretara za unutrašnje poslove isključivo je odobravalo Predsjedništvo SFRJ. Dana 28. lipnja 1989. Marković je kao predsjednik SIV-a prisustvovao, zajedno s Janezom Drnovšekom, koji tada bio predsjednik Predsjedništva, govoru Slobodana Miloševića na Gazimestanu. Niti Marković, niti Drnovšek nisu bili upoznati sa sadržajem Miloševićevog govora prije svečanosti. Nakon tog, jednim dijelom velikosrpskog, govora Marković i Drnovšek iz prosvjeda su napustili svečanost helikopterom Jugoslavenskog ratnog zrakoplovstva. Marković je zastupao stajalište da se Vojvodini, a posebice Kosovu, mora dati autonomija kakva je postojala u vrijeme Josipa Broza Tita. U siječnju 1990. godine nakon 14. izvanrednog kongresa SKJ, koji su iz prosvjeda napustili hrvatski i slovenski izaslanici, Marković je izjavio novinarima: "Pa što ako se Partija raspala, Jugoslavija može i bez nje!" Ubrzo nakon toga osnovao je stranku Savez reformskih snaga Jugoslavije, koja se zalagala za nastavak postojanja Jugoslavije, tj. protiv izdvajanja republika i pokrajina iz sastava Jugoslavije. Markovićev program je doživio poraz, tj. njegovi potencijalni koalicijski partneri u Hrvatskoj (bivši komunisti) poraženi su na izborima, a Savez reformskih snaga Jugoslavije doživio je poraz u SR Bosni i Hercegovini, SR Makedoniji, SR Srbiji i SR Crnoj Gori.
Ostavku na mjesto predsjednika SIV-a podnio je 20. prosinca 1991., mjesec dana nakon što je počinjen zločin na Ovčari. Hrvatska javnost, ogorčena agresijom, to mu je jako zamjerila, pa od tada Hrvatskom dominira uvjerenje da je Marković stao na Miloševićevu stranu. Već krajem 1991. razmišljao je kako pobjeći iz Beograda, preko Makedonije do Italije, o čemu se čak dogovarao s predsjednikom Makedonije Kirom Gligorovim. Na kraju je uspio doći u Zagreb, gdje je ostao do odlaska u Austriju. Marković se preselio u Austriju zbog političkog stanja i lošeg tretmana u Hrvatskoj, te zato što je tadašnji kancelar Austrije bio Franz Vranitzky, Markovićev dobar prijatelj. Odlučio se nastaniti u Grazu jer je blizu Zagreba, te zato što je tako mogao lakše komunicirati sa svojom obitelji, koja je ostala u Zagrebu.

### Markovićeve ekonomske reforme
Marković je u saveznoj Skupštini SFRJ, 1989. godine, iznio ambiciozan program gospodarske reforme s osnovnim ciljem, smanjivanjem hiperinflacije. Naime, tada je, potkraj 1989. godine, inflacija dosegnula nevjerojatnih 2679% godišnje. Prilikom posjeta Americi, na poziv tadašnjeg predsjednika Georgea H. W. Busha, Marković je pregovarao s Međunarodnim monetarnim fondom o ekonomskim reformama u Jugoslaviji, tražeći potporu za svoju ekonomsku politiku. Nakon sastanka s Markovićem, tadašnji direktor MMF-a Michel Camdessuso zaključio je da u svojoj praksi još nije čuo tako konzistentan i hrabar projekt. Zapadne banke obećale su financijsku podršku Markoviću i njegovim reformama, ako bi se njegov koncept provodio.
Marković je prvo išao sređivati probleme bankarskog sektora, gdje je uspješno riješio tzv. kontaminiranu aktivu, bankarsko potraživanje koje se teško ili uopće ne može naplatiti. Sukladno Markovićevom programu odnos dinara i njemačke marke je bio zaleđen, tj. predviđeni su konvertibilni dinari. Srezao je vojni proračun JNA sa 60 na 35% ukupnih sredstava proračuna s kojima je raspolagala Jugoslavija. Srezao je izdatke za administraciju, ali povećao sredstva za carinu i policiju. Marković je inzistirao na znatnom povećanju plaća carinicima, iako su svi oko njega bili protiv tog poteza. Do tada se polovica budžeta financirala doprinosima republika i pokrajina, a drugu polovicu činili su vlastiti prihodi federacije, tj. porez na promet, carinu i trošarine. Kad su se povećale plaće carinicima, prihodi od carine toliko su porasli da je Marković predložio ukidanje doprinosa republika i pokrajina. Marković je uredio poslovanje sa Sovjetskim Savezom, tj. izdatke za klirinško poslovanje. Prije Markovićevih reformi bilo je dovoljno da neko poduzeće pošalje papire da je izvezlo robu u SSSR pa da mu savezna vlada Jugoslavije isplati novac. Nakon reformi, bilo je potrebno da poduzeće prvo dobije klirinške dolare, točnije papire, jer to je bio virtualni novac, za koje je Jugoslavija mogla kupovati u SSSR-u, pa su se tek onda ti dolari smjeli zamijeniti u Narodnoj Banci Jugoslavije za dinare i tako naplatiti svoj izvoz. Klirinški izdaci su se nakon toga žestoko smanjili. Milošević je tada napao Markovića da uništava srpsko gospodarstvo, iako su veliki klirinški izvoz imale i Slovenija i Hrvatska. Nakon reformi, republike su financirale društvene djelatnosti (kultura, zdravstvo, školstvo, itd.), i to ne iz svojih proračuna nego putem posebnih fondova, a koji su se punili doprinosima. Za Markovićevih reformi 1990. godine izmijenjen je "Zakon o privatizaciji", kasnije znan i kao "Markovićeva privatizacija". Nakon izmjene zakona došlo je do pojedinačnih privatizacija. Djelatnici poduzeća bili su pritom u prednosti jer je novi zakon izdavanjem internih dionica predviđao dalekosežne popuste za menadžment i radnike, dok je s druge strane otežavao prodaju udjela u poduzećima vanjskim investitorima.
Markoviću je išla u prilog činjenica da je razina ekonomske integriranosti države bila prilično velika, tj. da je udio ekonomskih aktivnosti izvan područja matične republike bio razmjerno velik i značajan za ekonomsku situaciju u svim republikama SFR Jugoslavije. Markovićeve reforme ubrzo nakon implementacije počele su davati rezultate, životni je standard počeo rasti, dinar je stabiliziran, inflacija zaustavljena, te je uvedena konvertibilnost. Dinar je postao prva konvertibilna valuta u jednoj socijalističkoj zemlji. Za vrijeme Markovićevih reformi devizne rezerve su porasle s 1,5 na 6,8 milijarda dolara. U roku godinu i pol dana smanjen je inozemni dug Jugoslavije s 21,5 na 12,2 milijarde dolara. Markovićeva je vlada smanjila inflaciju s 56% mjesečno u prosincu 1989. na 17,3% u siječnju 1990., te 8,4% u veljači i 2,4% u ožujku 1990.
Marković je nailazio na otpore na različitim stranama u državi, ne samo u pojedinim republičkim rukovodstvima, nego i u saveznoj skupštini. Milošević je, međutim, od samog početka sabotirao Markovićeve reforme, činio je sve da ih sruši. Neprestani politički udari iz Beograda, mimo SIV-a, razorili su monetarnu stabilnost Jugoslavije. Naime, 8. siječnja 1991. godine Milošević je izvršio monetarni udar na Narodnu Banku Jugoslavije. Udar je izvršen tako da je iz Narodne Banke Jugoslavije, preko Narodne banke Srbije, izvučeno 18,2 milijardi dinara, tj. 2,5 milijarde njemačkih maraka. Iako je Marković nakon toga tražio sankcije za Srbiju i vraćanje novca, ništa od toga nije provedeno u djelo. Taj monetarni udar formalno je označio kraj Markovićevih reforma i početak raspada Jugoslavije. Markovićeve reforme premda do tada gospodarski uspješne, nakon toga nisu uspjele zaustaviti zloslutan politički razvoj u Jugoslaviji, u kojoj je javnost bivala sve zagušenija govorom mržnje i prijetnjama oružjem iz Srbije. Kada se Jugoslavija počela raspadati, ona je zapravo bila na izlasku iz ekonomske krize.

## Uloga uoči i tijekom Domovinskog rata
Godine 1990. Marković se prvi puta sastao s predsjednikom Franjom Tuđmanom. Na tom sastanku predsjednik Tuđman tražio je Markovićevu potporu za svoju politiku i dolazak na vlast u SR Hrvatskoj. Marković je svoju potporu predsjedniku Tuđmanu uvjetovao time da se podupru započete reforme i demokratizacija zemlje, da se izbjegava revanšizam, da se pregovori sa Srbima vode u Hrvatskoj, a ne preko Miloševića i Beograda, da se ne ide u militarizaciju i naoružavanje Hrvatske, te da se Bosna i Hercegovina izuzme iz svih eventualnih budućih planova Hrvatske. Predsjednik Tuđman nije pristao na te Markovićeve uvjete.
Krajem 1990. godine Marković se sukobio sa saveznim ministrom obrane generalom Veljkom Kadijevićem oko Hrvatske i politike Slobodana Miloševića, a koju je Kadijević podupirao. Početkom 1991. godine Kadijević je Markoviću predložio plan koji je razradio Generalštab JNA, a za koji su trebali političku potporu i legitimnost. Tim planom trebala su biti uhićena rukovodstva Hrvatske i Slovenije, tj. predsjednici Franjo Tuđman i Milan Kučan. Marković je energično odbio poduprijeti plan uz protupitanje zašto se ne uhiti Milošević.
Marković je u svibnju 1991. godine htio smijeniti Kadijevića, te za novog saveznog ministra obrane postaviti generala Antona Tusa, koji je tada još bio aktivan u Beogradu u JNA. Plan je bio da se, s generalom Tusom na čelu JNA, Stjepanom Mesićem na čelu Predsjedništva i Markovićem na čelu Vlade, neutraliziraju promiloševićevske snage u JNA. General Tus se složio s planom, a Marković je po dolasku u Zagreb o tome razgovarao s predsjednikom Tuđmanom. Iako je predsjednik Tuđman rekao da će razmisliti, plan je propao nakon što je general Tus imenovan prvim načelnikom Glavnoga stožera Oružanih snaga Republike Hrvatske.
Kako nikada nije podržavao nasilje, Marković je stalno inzistirao na jugoslavenskom integritetu. Formalni okvir za akciju JNA u Sloveniji je dao SIV odlukom da se zauzmu granični prijelazi, iako SIV prema zakonu nije bio ovlašten odlučivati o upotrebi vojske. Nakon odluke SIV-a o slanju jedinica JNA radi "obezbeđivanja izvršavanja saveznih propisa o prelaženju državne granice i kretanju u graničnom pojasu na teritoriji republike Slovenije" donesene u noći s 25. na 26. lipnja 1991., i neuspjeha te vojne intervencije, Marković je postajao sve nemoćniji. Marković je odlučno negirao da je naložio intervenciju JNA u Sloveniji, ističući da je njegova vlada tada jedino naredila saveznom MUP-u da se uspostavi kontrola nad graničnim prijelazima u Sloveniji, u suradnji s jedinicama JNA. Stjepan Mesić je potvrdio da Marković i svi ministri SIV-a, uključujući i skupinu Slovenaca u SIV-u, nisu tražili akciju tenkova i ratne tehnike, nego se samo zahtijevalo angažiranje MUP-a i graničnih jedinica JNA, i to samo na granici Jugoslavije, tj. tada još SR Slovenije. Na sjednici SIV-a, održanoj 18. rujna 1991. godine, Marković je tražio ostavku Kadijevića i njegovog zamjenika admirala Stane Broveta. Kadijević je još u ožujku 1991. godine bojkotirao suradnju s Markovićem, tj. SIV-om. Marković je ustvrdio da je "JNA zloupotrijebila položaj i zaratila protiv jedne republike (Hrvatske)".
Na početku Domovinskog rata Marković se zalagao za embargo na uvoz oružja na području cijele Jugoslavije. Hrvatska tada nije bila opremljena za odgovarajući otpor JNA. Tada uvedeni embargo na isporuku oružja je bila jedna od glavnih poluga politike međunarodne zajednice, te je onemogućen svaki značajniji pokušaj Hrvatske na samoobranu.
Godine 1991. tijekom diplomatskih pregovora, kojima je predsjedao lord Peter Carrington, Marković je oštro napao Miloševića zbog razaranja Vukovara i Dubrovnika. Isto tako, u otvorenom pismu tražio je od Miloševića da zaustavi izvanrednu mobilizaciju JNA za rat protiv Hrvatske.
Dana 7. listopada 1991. godine bio je žrtvom pokušaja atentata kada je Jugoslavensko ratno zrakoplovstvo raketiralo Banske dvore gdje se nalazio na zajedničkom ručku s predsjednikom Tuđmanom i Stjepanom Mesićem. Očito da je nakon zahtjeva za ostavkom vrha JNA i on postao meta odmetnute vojske.
Marković je zagovarao "Briselsku deklaraciju" vjerujući da je to jedini mogući način da se miroljubivo razriješe odnosi u SFR Jugoslaviji. "Briselskom deklaracijom", od 17. prosinca 1991., konstatirana je disolucija SFR Jugoslavije, te su tadašnje republike pozvane da se do 23. prosinca 1991. izjasne o neovisnosti.

## Rat u Bosni i Hercegovini
Marković je tijekom sjednice Saveznog izvršnog vijeća prozvao Slobodana Miloševića i Radovana Karadžića vezano za akciju "RAM", a koja se odnosila na plan srpske politike o vojnom zauzimanju teritorija Bosne i Hercegovine koji bi ostao u smanjenoj "srpskoj Jugoslaviji". Snimak razgovora između Miloševića i Karadžića o planu "RAM", Markoviću je osobno donio ministar unutarnjih poslova Bosne i Hercegovine Alija Delimustafić.
Godine 1992. Alija Delimustafić je u Grazu posjetio Markovića, te mu je predložio da za BiH organizira nabavu oružja preko svojih ruskih veza. Iako je Delimustafić tim poslom Markoviću ponudio veliku zaradu, on je odbio ponudu riječima: Vi od mene možete svašta tražiti, ali nemojte tražiti da nabavljam oružje. Ja sam zbog oružja otišao iz Beograda.

## Kasniji život i smrt
Po dolasku u Austriju kancelar Vranitzky, Markoviću je ponudio austrijsko državljanstvo, što je Marković odbio ističući da je on Hrvat, te da ne želi umrijeti kao Austrijanac. U Austriji se bavio konzultantskim poslovima za velike tvrtke i vlade, između ostaloga i za Vlade BiH i Republike Makedonije. Posljednjih 20 godina Marković je živio na relaciji Zagreb-Beč-Sarajevo, s time da je većina njegovih poslova bila vezana uz rodnu mu BiH. Poslije rata u BiH razvio je privatni posao. Poznato je da je gradio luksuzne stanove u Sarajevu koji su sve do izbijanja krize bili jako traženi, osobito zato što je Marković u Sarajevu imao kultni status. Nakon stanova, s hrvatskim poduzetnikom Brankom Roglićem krenuo je graditi mini hidroelektrane, ali su se poslovno razišli.
Godine 2003. bio je svjedok na suđenju Slobodanu Miloševiću na Međunarodnom sud za ratne zločine počinjene na području bivše Jugoslavije. Miloševića je tada izravno optužio kao glavnog krivca za ratove na prostoru bivše Jugoslavije.
Ante Marković umro je u snu u Zagrebu 28. studenoga 2011. godine. Posljednji ispraćaj je bio na zagrebačkom groblju Mirogoju, a sahranjen je u Dubrovniku u kojem je proveo mladost.

## Djela
- Ekonomisti o krizi: razgovor ekonomista s mandatorom za SIV, dipl. ing. Antom Markovićem, Beograd, 1989. (surad. i ur. Tomislav Popović)[34]
- Jugoslovenske promene: govori i izlaganja Ante Markovića, Predsednika Saveznog izvršnog veća, Beograd, 1990. (engl. izd. Yugoslav Changes: addresses and statements by Ante Marković, Yugoslav Prime Minister, Beograd, 1990.)
- The Laws on Economic Reform in Yugoslavia (gl. ur. Josip Druker)[35]